# Karis vasútállomás
Karis vasútállomás Finnországban,  településen található.

## Vasútvonalak
Az állomást az alábbi vasútvonalak érintik:
- Hanko–Hyvinkää-vasútvonal
- Helsinki–Turku-vasútvonal
- Hyvinkää–Karis-vasútvonal
- Karis–Hanko-vasútvonal

## Kapcsolódó állomások
A vasútállomáshoz az alábbi állomások vannak a legközelebb:
- Inga vasútállomás
- Dragsvik railway station
- Pohjankuru railway station (Helsinki–Turku-vasútvonal)